# Citofonare Rai 2
Citofonare Rai 2 è stato un programma televisivo italiano di genere talk show e rotocalco, andato in onda su Rai 2 dal 3 ottobre 2021 al 1º giugno 2025, per quattro edizioni, con la conduzione di Paola Perego e Simona Ventura.

## Il programma
Citofonare Rai 2 aveva come obiettivo quello di raccontare la tipica domenica italiana: le conduttrici assieme agli ospiti e al cast fisso del programma mostrano i luoghi più belli d’Italia sotto il patrocinio del Fondo Ambiente Italiano, i musei, i mercati che nel fine settimana animano le città, ed entrano nelle case di alcune famiglie italiane. Spazio agli spettacoli teatrali e cinematografici previsti nel weekend e ai giochi telefonici, con cui gli spettatori si sono aggiudicati premi di vario genere.

## Edizioni
| Edizione | Anno      | Conduzione   | Conduzione     | Periodo           | Periodo        | Puntate | Regia             | Studio                                                |
| Edizione | Anno      | Conduzione   | Conduzione     | Inizio            | Fine           | Puntate | Regia             | Studio                                                |
| -------- | --------- | ------------ | -------------- | ----------------- | -------------- | ------- | ----------------- | ----------------------------------------------------- |
| 1ª       | 2021-2022 | Paola Perego | Simona Ventura | 3 ottobre 2021    | 15 maggio 2022 | 30      | Fabrizio Settimio | Studio 2 degli Studi televisivi Fabrizio Frizzi, Roma |
| 2ª       | 2022-2023 | Paola Perego | Simona Ventura | 25 settembre 2022 | 11 giugno 2023 | 33      | Sergio Spanu      | Studio 2 degli Studi televisivi Fabrizio Frizzi, Roma |
| 3ª       | 2023-2024 | Paola Perego | Simona Ventura | 1º ottobre 2023   | 26 maggio 2024 | 31      | Sergio Spanu      | Studio 2 degli Studi televisivi Fabrizio Frizzi, Roma |
| 4ª       | 2024-2025 | Paola Perego | Simona Ventura | 15 settembre 2024 | 1º giugno 2025 | 34      | Sergio Spanu      | Studio 2 degli Studi televisivi Fabrizio Frizzi, Roma |

### Prima edizione (2021-2022)
La prima edizione va in onda dal 3 ottobre 2021 al 15 maggio 2022 a partire dalle 11:15 su Rai 2, con la conduzione di Paola Perego e Simona Ventura; queste vengono affiancate da diversi personaggi noti, fra cui: 
- Simon & the Stars, astrologo e astro-blogger, con l'oroscopo della settimana;
- Massimo Cannoletta: il divulgatore ex campione del game show L'eredità è inviato alla scoperta dei posti più belli d'Italia, dai luoghi del FAI aperti in esclusiva per il programma ai siti storici e ai musei più curiosi e particolari;
- Tinto (Nicola Prudente), conduttore di Decanter su Rai Radio 2, con la rubrica Frigo: a casa di personaggi noti, per raccontare chi sono, attraverso ciò che mangiano;
- Elena Ballerini: inviata in giro per l'Italia alla scoperta dei mercatini più originale, e ospite nelle case degli italiani per il "pranzo domenicale";
- Gianluca Timpone: commercialista che aiuta il pubblico a risolvere problemi quotidiani legati alle tasse e alle bollette;
- Fiordaliso: inviata al Festival di Sanremo 2022;
- Alessandra Rametta: star del web e dei social, imitatrice e trasformista nei panni di diversi personaggi famosi (presente solo nelle prime tre puntate);
- Francesco Paolacci: dalla puntata del 20 febbraio rievocazione storica e omaggio a Totò;
- Alessandro Magagnini: esperto di verde che propone le sue particolari invenzioni.

Il programma ha anche una band di supporto, Isoladellerose, per le reinterpretazioni di brani storici della musica italiana e non. Band vincitrice del programma The Band su Rai 1.
L'edizione ha debuttato con 419 000 spettatori con il 3,95% di share per la prima puntata e nel corso dell'edizione è arrivata anche a toccare il record d'ascolto nella puntata del 7 febbraio 2022 dedicata al Festival di Sanremo 2022 con 937 000 spettatori e uno share del 7,30%.

### Seconda edizione (2022-2023)
La seconda edizione va in onda dal 25 settembre 2022 all'11 giugno 2023 a partire dalle 11:15, sempre su Rai 2 e con la conduzione di Paola Perego e Simona Ventura; quest'anno le due conduttrici sono affiancate da Antonella Elia, come inviata della trasmissione, e da Valeria Graci.  Confermati dalla prima edizione, invece, solamente Simon & The Stars, Massimo Cannoletta, Gianluca Timpone dalla terza puntata e la band Isoladellerose. Viene eletto un portiere fisso, l'attore Fabrizio Eleuteri che diventa il factotum delle due padrone di casa.
Rispetto all'edizione precedente, la trasmissione va in onda registrata e non più in diretta, salvo alcune occasioni in cui esigenze produttive o il racconto di determinati eventi richiedano il live. Ciononostante, mantiene ugualmente il gioco telefonico dell'ampolla di fagioli. 
L'edizione ha debuttato con 455 000 spettatori ed il 4,50% di share, in aumento rispetto all'edizione precedente.
La puntata del 5 febbraio 2023 in occasione del Festival di Sanremo 2023 va in onda dal Casinò di Sanremo e viene dedicata per la maggior parte alla kermesse. La puntata del 12 febbraio 2023 va in onda dalle 10:30 fino alle 13 ed è interamente dedicata al commento della settimana ed alla finale del Festival.

### Terza edizione (2023-2024)
La terza edizione va in onda dal 1º ottobre 2023 al 26 maggio 2024 a partire dalle 10:30, sempre su Rai 2 e con la conduzione di Paola Perego e Simona Ventura. Entra nel cast fisso Gene Gnocchi.

### Quarta edizione (2024-2025)
La quarta edizione va in onda dal 15 settembre 2024 a partire dalle 10:15, sempre su Rai 2 e con la conduzione di Paola Perego e Simona Ventura.Confermato Gene Gnocchi e la presenza fissa di Rossella Erra, terminando il primo giugno. 
In occasione della presentazione dei palinsesti Rai per la stagione televisiva 2025-2026, il programma non è stato confermato, avvalorando le indiscrezioni sulla cancellazione. 

## Rubriche
- L'intervista VIP: un ospite VIP viene intervistato dalle conduttrici;
- Oroscopo: a cura dell'astrologo Simon & The Stars;
- I Pierra: spazio di gossip con Santo Pirrotta e Rossella Erra;
- I Rompiscatole: gioco telefonico, dove i telespettatori devono indovinare una canzone sentendo solo un accenno della base strumentale;
- La grafologa: Candida Livatino analizza il carattere degli ospiti attraverso la loro scrittura.

- Brunch in studio: cuochi ed esperti di cucina illustrano ricette di facile esecuzione;
- Vicini di casa: Cloris Brosca e Paolo Lanza raccontano le più comuni vicende dei condomini italiani;
- Frigo dei vip: Tinto porta gli spettatori alla scoperta delle abitudini culinarie degli ospiti;
- Le incursioni del corriere/portiere, una persona comune che svela il proprio talento o passione.
- ValeTutto!: Valeria Graci commenta le notizie più curiose della settimana.
- Il gioco dei fagioli: gioco telefonico, dove i telespettatori indovinando il numero dei fagioli contenuti nell'ampolla, possono vincere buoni spesa. Riprende l’omonimo gioco presente nel programma Pronto, Raffaella? condotto da Raffaella Carrà.
- Gianluca Timpone: commercialista che aiuta il pubblico a risolvere problemi quotidiani legati alle tasse e alle bollette.

## Curiosità
La puntata del 10 aprile 2022 è stata condotta dalla sola Simona Ventura in quanto Paola Perego è risultata positiva al COVID-19 il giorno prima; nella puntata in onda la domenica successiva, 17 aprile, giorno di Pasqua, la Perego risulterà normalmente presente e non verrà fatta menzione della vicenda in quanto, a causa della festività, il programma venne registrato in anticipo. Tale condizione si verifica anche il 28 gennaio 2024, data in cui la Perego si assenta a seguito di un intervento al rene subito pochi giorni prima.
La puntata del 26 febbraio 2023, la cui messa in onda era prevista in durata ridotta a causa di un evento sportivo, venne registrata il 17 febbraio ma poi non trasmessa su Rai 2 in seguito alla morte di Maurizio Costanzo, in quanto poteva risultare fuori luogo un clima festoso senza la minima menzione dell'accaduto. Tuttavia la puntata, che prevedeva anche la vittoria da parte di un telespettatore al gioco telefonico dei fagioli (presente anni fa in Pronto, Raffaella?, Il pranzo è servito, I fatti vostri, Avanzi e Tunnel), è disponibile alla visione sulla piattaforma on demand RaiPlay.